# ハーンユーニスの戦い
ハーンユーニスの戦いは、2023年パレスチナ・イスラエル戦争を通じて、パレスチナ自治区の都市ハーンユーニスで行われた戦闘。

## 経過

### 2023年10月-11月
2023年10月7日、ガザ地区を支配するハマースがイスラエルに対して攻撃を開始。ただちにイスラエルが反撃して交戦状態に陥った。10月10日、イスラエルはハーンユーニスの中心地に激しい爆撃を加え始めた。一方、10月13日、イスラエルはガザ地区北部の住民に対し、南部へ移動するように警告。北部の住民は一斉に移動を始め、ハーンユーニスの人口は戦争前の約44万人から倍以上に膨れ上がった。

### 2023年12月
11月24日からの12月1日まで戦闘休止期間となったが、再開直後からイスラエル軍はハーンユーニス市街地東部へ空爆と地上部隊により激しい攻撃を加えた。イスラエルは12月8日までにハマースの戦闘員数10人を排除し、複数の地下トンネルを破壊、市内にハマース幹部が潜伏しているとして拠点の襲撃を行ったことを発表した。イスラエル軍の地上部隊の侵入が続く中で夜通し戦闘が行われたが、ハマース側の抵抗は劣勢であり、12月10日には市内を通る南北の主要道路にイスラエル軍の戦車が到達。イスラエル側はハマースの戦闘員数十人が投降したと発表したが、ハマース側は戦闘員が投降した事実はないとして否定した。
空爆は、なおも続いた。12月27日にはアル・アマル病院付近に着弾。住民ら20人が死亡した。

### 2024年1月
1月8日時点でもなお、ハーンユーニス市街地東部で戦闘、空爆が続いた。また、イスラエル軍の地上部隊は侵入先で16以上の墓地を組織的にあばいた。人質の遺体を捜索する一環だとされている。
1月19日、イスラエルのドローンがアル・アマル病院を襲撃、激しい銃撃を加えた。赤新月社は民間人や救助隊基地への攻撃であると非難した。
1月22日、ハーンユーニス市街地西部で過去、市内で最大規模の地上戦が行われた。イスラエル軍は市内の全域に展開し、ハンユニスの複数の病院を封鎖して襲撃するとともに市街地から地中海沿岸に出られる最後の道路を封鎖した。これは市街地地下のトンネルにハマースの指導者と人質が隠されているとの判断によるものであった。1月23日、イスラエルはハーンユーニスを包囲したこと、ハマースの戦闘員100人以上が死亡、多数の地下トンネル網やロケット弾製造施設などを破壊しことを発表した。国連パレスチナ難民救済事業機関は、避難所周辺で発生した激しい戦闘により6人以上の避難民が死亡、多数が負傷したことを明らかにした。また、1月24日には数万人の市民が避難していた国連の訓練センターに砲弾が被弾、9人以上が死亡、75人が負傷した。

### 2024年2月
2月に入ってもなおイスラエル軍による主要施設の包囲や攻撃が続き、アマル病院や赤新月社本部が入る複合施設において食料などの物資が枯渇し始めたことから、住民は別の場所に退避を始めた。イスラエル軍は、ハーンユーニスの拠点を襲撃し、訓練施設や地下トンネル、武器工場などのほか、ハマースの幹部であるヤヒヤ・シンワルの弟で司令官を務めるムハンマド・シンワルのオフィスを発見したと発表。攻撃を続けながらハーンユーニスの西にある5地区に住む人々に対して、マワシ地区にある人道地域に直ちに移動するよう求めた。
2月9日にはアマル病院にイスラエル軍が突入、医師らが拘束を受けた。また、2月15日にはナセル病院にもイスラエル軍が突入した。

### 2024年4月
4月7日、イスラエル当局者は、ガザ最南部ラファーに対する軍事作戦を準備する一方、一部部隊をハーンユーニスから撤収させることを明らかにした。